# 蒋一葵
蔣一葵（？—？），字仲舒，號石原，直隸武進（今江蘇常州）人，明朝政治人物，舉人出身。

## 生平
早年家贫无书，四處借閱，並刻苦抄录。萬曆二十二年（1594年）甲午科應天鄉試舉人，歷官靈川縣知縣、京師西城指揮使，四處访问古迹，並一一記錄，官至南京刑部主事。有書齋曰“堯山堂”，萬曆二十五年（1597年）刻有王崇慶《山海經釋義》。有人称他 “其所著撰，琳琅脍炙人口”，是当世负有重名的骚人墨士。

## 著作
著有《堯山堂外紀》、《堯山堂八朝偶雋》、《長安客話》等。